# Dietrich Christoph Ihringk
Dietrich Christoph Ihringk, gelegentlich auch Dieterich Ihringk und Dietrich Ihring (* 29. März 1727 in Spangenberg; † 22. Mai 1781 in Nentershausen) war ein deutscher Jurist, Hochschullehrer, hoher hessen-kasselischer Beamter und Freimaurer.

## Familiäre Herkunft
Dietrich Christoph Ihringk wurde als Sohn des damaligen zweiten Predigers in Spangenberg, späteren Predigers, Archidiakons, Metropolitans und Dekans in Kassel sowie Superintendenten und Metropolitans in Allendorf Nikolaus Wilhelm Ihring (1699–1757) und dessen erster Ehefrau Catherine Elisabeth († 1747, 43-jährig), Tochter des Kasseler Bürgermeisters Johannes Koppen, geboren. Sein Großvater väterlicherseits war der namensgleiche Kasseler Bürgermeister Diederich Christoph Ihringk. Seit 1751 war er verheiratet mit Christiane geborene Porbeck, Tochter eines hessen-kasselischen Offiziers. Er starb in Nentershausen im Hause seines Schwiegersohns, des Amtmanns George Dieterich Braun.

## Berufliche Laufbahn

### Akademischer Beruf
Nach der Vorbereitung am Pädagogium in Kassel nahm Ihringk 1742 das Studium der Rechtswissenschaften an der Universität Göttingen auf, wechselte jedoch 1745 an die Universität Marburg, wo er 1746 den Grad eines Lic. iur. erhielt und fortan als Privatdozent die Fächer Rechtsgeschichte,  Rechtsaltertümer, Institutionen, deutsches Recht und Reichshistorie lehrte. Am 20. Februar 1749 wurde er zum außerordentlichen Professor der Rechte an der Marburger Universität ernannt und am 14. März desselben Jahres in das Amt eingeführt. Am 11, August 1749 erfolgte die Promotion zum Dr. iur. Er lehrte Geschichte des bürgerlichen und kanonischen Rechts, Institutionen, Kriminalrecht, deutsche Reichsgeschichte sowie Natur- und Völkerrecht.
Schon am 20. Januar 1750 nahm er seinen Abschied, um zum Sommersemester dieses Jahres an der nassauischen Hohen Schule in Herborn ordentlicher Lehrer der Rechtsgelehrtheit zu werden. Jedoch verließ er schon bald den akademischen Berufsweg, um in hessen-kasselische Staatsdienste zu treten.

### Verwaltungsjurist
Am 10. Mai 1752 wurde Ihringk Kanzleirat in Rinteln in der Grafschaft Schaumburg und am 14. März 1755 zugleich Kammerrat der Grafschaft Schaumburg hessen-kasselischen Anteils. Er wechselte 13. November 1760 als Regierungsrat nach Kassel, übernahm dort am 29. Februar 1772 als Direktor die Leitung der Französischen Kommission (später Französische Justizkanzlei genannt), die die zivilrechtliche Verwaltung der von hugenottischen Kolonisten erbauten Kasseler Oberneustadt und der sonstigen französischen Kolonisten in Niederhessen verantwortete und deren gerichtliche Berufungsinstanz war. Er beendete seine Beamtenlaufbahn als Oberappellationsrat in Kassel; seine Ernennung erfolgte am 18. März 1774.

### Schriften (Auswahl)
- De modo computandi fructus in seperatione feudi ab allodio, Diss. lic. Marburg 1746. (Digitalisat)
- Opusculum de indole remedii restitutionis, pro privatus ex transactione principis, pace Westphalica confirmata, experitur in privatum, & de foro instituendæ actionis ex Art. 15. § 13, Tabularum pacis Osnabrugensis. Marburg 1748.
- Num Expectativa in feuda imperii ius titulorum atque insignium tribuat. Herborn 1750.

## Freimaurerei
Während seiner Zeit in Marburg ist Ihringk 1746 in die dortige Freimaurerloge Zu den drey Löwen aufgenommen worden; im Jahr 1749 war er deren Meister vom Stuhl. Mit Hans Caspar von Knoblauch zu Hatzbach gehörte er 1766 zu den maßgeblichen Gründern der ersten Loge in Kassel, die sich Zum Tale Josaphat nannte. Im Jahre 1771 errichtete er mit anderen Freimaurerbrüdern in Kassel die Loge Zum gekrönten Löwen, die sich der Braunschweiger Präfektur der Strikten Observanz unterstellte. Der Lehrart entsprechend, wurde Ihringk 1773 mit dem Ordensnamen Eques a sole oriente zum Tempelritter geschlagen. Aus dieser Braunschweiger Filialloge ging 1775 die selbständige Templer-Präfektur Castello-Chattorum hervor, als deren Vorsitzender er sich mit dem Titel  „Vicepraefectus Templariensis“ bezeichnete. 1779 gehörte er als Direktor mit Samuel Thomas von Soemmering zu den Gründern eines Zirkels der Gold- und Rosenkreuzer in Kassel, zu welchem auch Georg Forster – ebenfalls Mitglied der Loge Zum gekrönten Löwen – stieß.